# Microsoft Windows 95
Microsoft Windows 95 ist ein Betriebssystem mit grafischer Benutzeroberfläche für PCs (Personal Computer, die mit dem IBM PC kompatibel sind). Es unterstützt weitreichend den 32-Bit-Betrieb der 32-Bit-x86-Architektur (ab dem 80386-Prozessor: „IA-32“ bzw. „i386“), ohne auf die Abwärtskompatibilität zu den Mitte der 1990er Jahre noch weit verbreiteten DOS-Programmen und 16-Bit-Windows-Programme („Win16“) zu verzichten.
Nach seiner Einführung am 24. August 1995 entwickelte sich Windows 95 zum bis dahin erfolgreichsten Betriebssystem auf dem Markt und begründete die Windows-9x-Reihe.

## Entwicklungsgeschichte

Chicago 73g, eine frühe Vorabversion von Windows 95

### Februar 1995 – Windows 95 wird veröffentlicht
Im Februar 1995 wurde an eine Handvoll Personen eine Testversion des bis dahin geheimen Windows 95 verteilt. Davor kannte man es nur als Windows 4.0 oder unter seinem Arbeitstitel Windows „Chicago“. Jeder, der an den Testphasen teilnehmen durfte, musste einen Geheimhaltungsvertrag unterzeichnen.
Am 24. August 1995 gab Microsoft nach weiteren zahlreichen Tests die Endversion zum Verkauf frei. Deren Versionsnummer war 4.00.950. Microsoft begann die größte Produkteinführung der Konzerngeschichte.

### Technik
Damit setzte Microsoft den Abschied von der 16-Bit-Architektur fort. Im 16-Bit-Modus der x86-Architektur laufen unter anderem DOS und die ersten Versionen von Windows; Microsoft Windows 2.x nutzte erstmals Eigenschaften des i386 (Version /386), in Windows 3.11 fiel der 16-bit-Kernel weg. Windows 95 setzt, ebenso wie seine direkten Nachfolger Windows 98 und Windows Me, auf MS-DOS auf, das zum Starten und für einige wichtige Systemprozesse und Treiber benötigt wird.
Umstritten ist, ob Windows 95 als „grafische Oberfläche für DOS“ zu betrachten sei oder als weitgehend eigenständiges Betriebssystem:
- Es kann in manchen Bereichen nicht ohne Routinen des „zugrunde liegenden DOS“ arbeiten
- Windows 95 wird aus DOS heraus gestartet und DOS bleibt im Hintergrund geladen inklusive aller TSR-Programme, so gesehen unterscheidet sich Windows nicht von einer DOS-Anwendung, die in den Protected Mode schaltet
- Mit 16-Bit-Anwendungen (Windows 3.x/DOS) ist nach wie vor kein präemptives Multitasking möglich
- Wegen des eingeschränkten Speicherschutzes kann ein 32-Bit-Programm das ganze System blockieren („Aushebeln“ des präemptiven Multitaskings). Ebenso kann das im Hintergrund laufende DOS durch fehlerhafte 16-Bit-Zugriffe weiterhin lahmgelegt werden, was auch durch DEBUG.EXE demonstriert werden kann[4][5]
- In wichtigen Bereichen eines Betriebssystems ist es eigenständig und leistungsfähiger als DOS:
  - Speichermanagement, Speicherschutz, CPU-Zuteilung/Prozess-Scheduler
  - jedoch nur bei 32-Bit-Anwendungen, die also nicht das Windows-3.x-/DOS-Kompatibilitätsverhalten verwenden
- Viele Windowskomponenten und Systemdienste, die für Anwendungen zur Verfügung stehen, sind moderner und bieten mehr Möglichkeiten als die Betriebssystemdienste von DOS

### DOS-Kompatibilität
In Windows 95 konnten Dateiverknüpfungen für DOS-Programme angelegt werden, mit den notwendigen spezifischen Einstellungen für die Ausführung unter MS-DOS. Das manuelle Erstellen solcher Verknüpfungen war anfangs für bestehende DOS-Programme relevant, beispielsweise schätzte die Zeitschrift PC Player, dass die Grundeinstellungen für ca. 10 % der DOS-Spiele nicht funktionierte. Derartige DOS-Spiele wären damit nicht vom Windows-95-Desktop aus „out of the box“ startbar gewesen, sodass, was unter DOS gängig war, nun auch unter Windows 95 noch zu tun wäre: das manuelle Bearbeiten u. a. von CONFIG.SYS und AUTOEXEC.BAT, nun allerdings erweitert um zusätzliche Windows-spezifische Konfigurationsdateien.

### Support
Der offizielle Support von Windows 95 von Microsoft mit Aktualisierungen und Korrekturen endete am 31. Dezember 2001.

### Mediale Einführung und Startmelodie
Im August 1995 führte Microsoft das Produkt mit seiner bis dahin größten Werbekampagne ein. Die Einführung des „Start“-Knopfes wurde bei Fernsehspots mit dem Lied „Start Me Up“ von den Rolling Stones untermalt.
Die eigens für Windows 95 geschaffene Startmelodie wurde 1994 von Brian Eno komponiert, nachdem er von Mark Malamud und Erik Gavriluk (Senior-Entwickler des Microsoft-Chicago-Projekts) angesprochen worden war.
Microsoft wollte ein Musikstück, das inspirierend, universell, optimistisch, futuristisch, gefühlvoll und emotional sei, und noch weiteren Attributen gerecht werden sollte. Auch sollte es maximal 3¼ Sekunden lang sein. Schließlich wurden daraus jedoch sechs Sekunden.
Um sowohl computerunerfahrenen als auch Nutzern älterer Windowsversionen eine schnelle Eingewöhnung in die neue Oberfläche des Betriebssystems, seiner Bedienung und der neuen Multimediamöglichkeiten zu ermöglichen, lag vielen vorinstallierten Computern eine CD-ROM mit dem Titel Windows 95 Start! bei, ein interaktiver Computerkurs.

### Pen Services for Windows 95
Die Pen Services sind eine Betriebssystemerweiterung, die auf die Eingabe mittels Lichtgriffel ausgelegt war und auf Tablet-PCs ausgeführt wurde. Die Bedienung zeichnete sich hauptsächlich dadurch aus, dass sie Funktionen wie trainierbare Handschrifterkennung und Gesten einführte. Entwickelt wurde Windows für Pen Computing in zwei Unterversionen zusammen mit den Kooperationspartnern IBM und Compaq. Nachdem Compaq 1994, also vor dem Erscheinen von Windows 95, seine Pläne, einen PDA auf Grundlage dieses Betriebssystems herauszubringen, eingestellt hatte, entschied Microsoft, die Version für Windows 95 ohne Beteiligung von Kooperationspartnern zu entwickeln, aber ebenfalls ausschließlich an OEM-Kunden zu lizenzieren.

## Technische Neuerungen
Nach Angaben von Microsoft existieren unter anderem folgende Verbesserungen gegenüber Windows 3.1:
- 32-Bit-Protected-Mode-Betriebssystem, im Gegensatz zu Windows 3.1 keine separate DOS-Betriebssysteminstallation mehr nötig
- Präemptives Multitasking und Multithreading („Nebenläufigkeit“), verbessert die Reaktivität des Betriebssystems und erlaubt Programmen, störungsfrei im Hintergrund zu arbeiten
- 32-Bit-Dateisysteme wie VFAT, CDFS und Network redirectors
- 32-Bit-Gerätetreiber für das Gesamtsystem und somit erweiterte Adressräume
- Betriebssystemkern komplett in 32 Bit, mit Speichermanagement, Prozessscheduling und -management
- Robuster gegenüber Programmfehlern und besseres Entfernen von Programmcode nach Beendigung des fehlerhaften Programmes (durch Speicherschutz und zentrale Speicherverwaltung)
- Dynamischere Systemkonfiguration, reduziert die Notwendigkeit der Nachkonfiguration für den Nutzer

Windows 95 ist nach Windows NT 3.1 und 3.5 (beide mit der Benutzeroberfläche von Windows 3.x) das erste Microsoft-Betriebssystem, das zum größeren Teil auf der 32-Bit-Architektur (im x86-kompatiblen Schutzmodus) basiert; wichtige Komponenten wie beispielsweise das Speichermanagement gab es jedoch schon bei Windows 3.x. IBM mit OS/2, das diese Technik schon längere Zeit beherrschte, konnte sich auf dem Markt gegen Windows nicht durchsetzen. Dabei wurden von Microsoft die 16-Bit-DOS-, 16-Bit-Windows- und 32-Bit-Windowsarchitekturen (mit ihren spezifischen Speicherschutzmodi) in einer Art Symbiose vereint. Die meiste Software lief damals noch unter DOS, was eine konsequente Windows-NT-Entwicklung unattraktiv machte: Unter allen 32-Bit-Versionen von Windows NT lief DOS lediglich in einer Virtual DOS Machine (VDM), was z. B. direkte Hardwarezugriffe, die viele dieser Programme voraussetzen, konsequent verhindert.
Mit Windows 95 konnte nun auch ein Win-3.x-Nachfolger mehrere Programme gleichzeitig ausführen. Bisher mussten Programme (unter Windows 3.x) warten, bis das Vorgängerprogramm den Prozessor freigab. Multitasking ist zwar schon in vorigen Windows-Versionen vorhanden, jedoch handelt es sich dort noch um kooperatives Multitasking, es läuft also immer nur ein Programm gleichzeitig, die anderen werden lediglich im Speicher gehalten und solange angehalten. Das präemptive Multitasking im 32-Bit-Modus ermöglicht nun einen systemkontrollierten Quasi-Parallelbetrieb im Zeitscheibenverfahren (vgl. auch Scheduling), allerdings aus Gründen der Abwärtskompatibilität nur mit eingeschränktem Speicherschutz.
Mit der Registrierungsdatenbank wurde ein zentraler, systemweit eindeutiger und auch konkurrierend erreichbarer Platz für Konfigurationsinformationen eingeführt; sie löste das System der Initialisierungsdateien von Windows 3.1 fast vollständig ab. Jedoch verwenden auch heute gelegentlich noch Anwendungsprogramme Konfigurationsdateien anstatt Registry-Einträge, besonders Portable Software.

### Dateisystem
Durch die Dateisystem-Erweiterung VFAT erlaubt das System erstmals die Nutzung längerer Dateinamen unter Windows, wodurch die von DOS bekannte Begrenzung auf 8+3 Zeichen für den Namen entfällt. Jetzt sind 255 Zeichen erlaubt, jedoch inklusive des Pfadnamens, was beim Kopieren in Unterordner zusätzliche Probleme verursachen kann. Dabei unterscheidet Windows zwar keine Groß- und Kleinbuchstaben, behält aber die vom Benutzer vergebene Schreibweise bei. Mit VFAT wollte Microsoft das neue Dateisystem kompatibel zum alten machen, sodass jeder lange Name noch einen automatisch generierten DOS-kompatiblen Namen erhält, z. B. „DOKUME~1.DOC“ neben „Dokumentation des neuen Projekts.doc“ (hinter der Tilde werden mehrfach vorhandene Namen einfach durchnummeriert). Dadurch können alle auf VFAT erstellten Dateien auch von DOS-Nutzern und Nutzern von Windows bis Version 3.11 verwendet werden (wenn das zugrundeliegende Dateisystem das von DOS unterstützte FAT12 oder FAT16 ist, nicht jedoch FAT32).
Windows 95B unterstützt erstmals FAT32, wodurch ein erweiterter Adressraum zur Verfügung steht. Die Verbesserung gegenüber FAT16 besteht hauptsächlich in der Unterstützung größerer Festplattenpartitionen (mehr als 2 GB) und in kleineren Speichersektoren, wodurch der ungenutzte Speicher vor allem bei kleinen Dateien reduziert wird.
Die Online-Datenkomprimierung DriveSpace aus DOS 6.22/DOS 7 ist erstmals auch mit einer grafischen Bedienoberfläche konfigurierbar. Zusammen mit Microsoft Plus! wurde die Effektivität dieser Komprimierung durch bessere Algorithmen (HiPack und UltraPack) in DriveSpace 3 (die dritte Version) nochmals gesteigert und in Windows 95B auch ohne Zusatzsoftware ins Betriebssystem integriert. Die problematische Datensicherheit und andere Nachteile führten jedoch dazu, dass das Programm seit der Verfügbarkeit großer Festplatten zu günstigen Preisen schnell an Bedeutung verlor.

### Grafische Benutzeroberfläche (GUI) und Nutzerführung
Umfangreich sind auch die Neuerungen im grafischen Bereich, allen voran das Windows-Startmenü. Microsoft hat mit Windows 95 die Grafische Benutzeroberfläche so weiterentwickelt, dass sie ähnlich zu bedienen ist wie das anfänglich gemeinsam mit IBM entwickelte Betriebssystem OS/2. Auch die Taskleiste am unteren Rand des Bildschirms war unter Windows neu. Klickt der Nutzer auf „Start“, so erhält er ein Menü, in dem er die verfügbaren Programme abrufen, die zuletzt benutzten Dokumente aufrufen, Einstellungen ändern, Hilfe aufrufen sowie den Computer ausschalten kann (oft zitiert wurde die kurios anmutende Aufforderung: „Klicken Sie auf Start, um zu beenden“). Die Taskleiste (das „Band“ neben diesem „Start“-Knopf) zeigt die aktuell laufenden Programme an, mit einem Klick kann man zwischen diesen wechseln. Der alte Programm-Manager aus Windows 3.1 wurde ersetzt durch den so genannten Desktop, eine Oberfläche, auf der sich mit entsprechenden Anwendungen verknüpfte Symbole („Verknüpfungen“) befinden. Der alte Programm-Manager war dennoch ebenso wie der alte Datei-Manager im Lieferumfang enthalten, die entsprechenden Programmdateien befinden sich als „Progman.exe“ und „Winfile.exe“ im Windows-Installationsverzeichnis. Bei der Installation des ersten Windows-95-Betriebssystems (Windows 95A) konnte man die alte Benutzeroberfläche sogar noch alternativ als Standardoberfläche auswählen.
Der von Windows 3.x bekannte Datei-Manager wurde durch den neuen Windows-Explorer ersetzt. Neben der eigentlichen Dateiverwaltung ist er auch für die Symbole (auf dem Desktop), die Fenster, die Taskleiste und einiges mehr zuständig. Neu für Windows sind auch die Kontextmenüs. So kann man praktisch alles mit der rechten Maustaste anklicken, um zu sehen, welche Aktionen man auf dem jeweiligen Objekt durchführen kann; so zeigen sich beispielsweise Unterschiede der möglichen Aktionen im Kontextmenü zwischen Textdateien und etwa Worddokumenten. Unter Windows 3.x ist die rechte Maustaste – im Gegensatz zu vielen Anwendungsprogrammen, beispielsweise WordPerfect – meist ohne Funktion.
Abgesehen vom Datei-Manager (ein Überbleibsel von Windows 3.x) ist Windows 95 vollständig Jahr-2000-kompatibel. Für diesen ist jedoch von Microsoft ein Update erschienen. Im Service Pack 1 (etwa Februar/März 1996) befand sich der nachinstallierbare Internet Explorer, Version 2.0.
Mit Windows 95 wurde WordPad eingeführt, der Nachfolger von Microsoft Write.

### Geräteunterstützung
In der Betaversion können mit dem virtuellen Gerätetreiber „cdfs.vxd“ (Größe: 77,2 KB) Musik-CDs noch wie ein gewöhnlicher Windows-Ordner geöffnet werden. Dort werden die einzelnen Musikstücke als kopierbare WAV-Dateien in Mono und Stereo in jeweils drei Qualitätsstufen angezeigt. Ein Rippen von Musikdateien war damit nicht nötig. Die „cdfs.vxd“ wurde in der Verkaufsversion durch eine nur noch 57,7 KB große Datei ersetzt, die nur noch Verknüpfungen anzeigt (*.cda-Dateinamen). Die „cdfs.vxd“ der Beta-Version war bis einschließlich Windows ME funktionsfähig. Sie wurde von verschiedenen Computerzeitschriften in beigelegten CD-ROMs oder online zum Download angeboten.
Neben der ebenfalls neuen (und wegen Fehlern fast unbrauchbaren) USB-Unterstützung unterstützt das Betriebssystem ab der B-Version erstmals auch AGP-Grafikkarten.
Windows 95 hatte seit jeher Probleme mit der stetig wachsenden Leistungsfähigkeit der Hardware. Bei zu schnellen Prozessoren kam es aufgrund eines Timingfehlers zu einem Absturz; dieser Fehler wurde, da er zuerst beim AMD K6 auftrat, auch „AMD-K6-Bug“ genannt. Ein weiterer Fehler in einer anderen Systemkomponente, der von Microsoft nicht behoben wurde, sorgt für einen Absturz, wenn der Prozessor schneller als 2,1 GHz ist. Auch werden Festplatten, die größer als 32 GB sind, von Windows 95 nicht unterstützt.

## Versionen
Von „Windows 95“ wurden vier Versionen entwickelt, von denen sich die letzte nochmals in verschiedene Versionen unterteilt. Allerdings war nur die erste Version im Handel erhältlich, wahlweise auch als Diskettensatz, alle anderen waren nur als OEM-Versionen vorinstalliert und mit neu gekauften Rechnern und auf CD-ROM (nicht bootfähig, mit zusätzlicher Startdiskette) erhältlich.
| Name                                 | Datum             | Bezeich- nung | Buildnr.               | Service Release                      | CD-Code | Neue Funktionen und Besonderheiten |
| ------------------------------------ | ----------------- | ------------- | ---------------------- | ------------------------------------ | ------- | --- |
| Windows 95 (Upgrade- und Ur-Version) | 11. Juli 1995     | 4.00.950      | 4.00.950               | – (Verkaufsversion)                  | 0795    | Nur FAT16; Service Pack 1 ist als separates Update erhältlich. |
| Windows 95a                          | 14. Februar 1996  | 4.00.950A     | 4.00.950               | OSR 1 (für OEM- und Verkaufsversion) | 0196    | Nur FAT16 (FAT32 und USB lassen sich – wie auch in der Ur-Version – über Updates nicht nachrüsten) |
| Windows 95b                          | 24. August 1996   | 4.00.950B     | 4.00.1111              | OSR 2 (nur OEM-Version)              | 0796    | Ab hier mit FAT32-Unterstützung, fehlerhafte IO.SYS, Microsoft Internet Explorer (Version 3) wurde integriert. |
| Windows 95b                          | 27. August 1997   | 4.00.950B     | 4.03.1212 u. 4.03.1214 | OSR 2.1 (nur OEM-Versionen)          | 0397    | Ab hier mit optionaler, aber fehlerhafter USB-Unterstützung; zum Lieferumfang gehört auch eine CD mit dem Internet Explorer 4.0 (mit Weberweiterungen). |
| Windows 95c                          | 26. November 1997 | 4.00.950C     | 4.03.1216              | OSR 2.5 (nur OEM-Version)            | 1297    | Überarbeiteter USB-Treiber, aber immer noch fehlerhaft und nur über die Installations-CD nachrüstbar; B- und C-Ausgabe sind identisch, das „C“ wird skriptgesteuert während der Installation des Internet Explorers in der Registry geändert; der Internet Explorer 4.0 ist als eigenständige Software auf der Windows-CD enthalten und wird im Anschluss an Windows skriptgesteuert automatisch mitinstalliert. |

Unter DOS melden sich alle OSR 2.x-Versionen mit 4.00.1111. Unter Windows ohne USB-Unterstützung ebenfalls, sie sind nur am „B“- bzw. „C“-Eintrag erkennbar.
Nach der Entwicklung von Windows 95 (Ur- bzw. A-Version) erschien eine Systemaktualisierung unter dem Codenamen „Nashville“. Sie ist eine unter Windows 95 installierbare Betaversion, die sich in der Software-Systemsteuerung als „Windows 96“ ausweist. Sie kam später jedoch nicht unter diesem Namen in den Handel, sondern wurde als aktualisiertes Windows 95B verkauft. Die Neuerungen betrafen hauptsächlich die Unterstützung neuer Hardware, wie Infrarot- und USB-Schnittstellen.

## Systemvoraussetzungen
Für Windows 95 gelten folgende Mindest-Systemvoraussetzungen:
|                   | Windows 95 (Ur-Version) und Windows 95a (OEM-Service Release 1) | Windows 95b und Windows 95c (OEM-Service Release 2, 2.1 und 2.5) |
| ----------------- | --------------------------------------------------------------- | ---------------------------------------------------------------- |
| Prozessor (CPU):  | 386 DX                                                          | 486 DX                                                           |
| Arbeitsspeicher:  | 4 MByte RAM                                                     | 8 MByte RAM                                                      |
| Festplattenplatz: | 50 MByte                                                        | 100 MByte                                                        |
| Laufwerke:        | Disketten-Laufwerk, bei CD-Version zusätzlich CD-Laufwerk       | Disketten- und CD-Laufwerk                                       |

## Kritik

### Architektur und Kompatibilität
Windows 95 brachte nicht nur zahlreiche Neuerungen, sondern auch erhebliche technische Herausforderungen mit sich. Die Systemarchitektur verfolgte das Ziel, vollständige 16‑Bit‑Kompatibilität zu Windows 3.1x und DOS beizubehalten, während gleichzeitig eine neue 32‑Bit-Architektur eingeführt wurde. Dieses Ziel wurde jedoch nur teilweise erreicht.
Auch aufgrund dieses hybriden Kompatibilitätsansatzes erreichte Windows 95 nicht die Stabilität der NT-basierten Windows-Versionen.

### Leistungsprobleme und technische Einschränkungen
Durch die gleichzeitige Unterstützung von 16‑Bit- und 32‑Bit‑Programmen wurde der Kernel signifikant komplexer. Dies führte zu Leistungseinbußen bei der Ausführung von 16‑Bit‑Code, beispielsweise beim Bildschirmaufbau.

### USB-Unterstützung
In den späteren Versionen B und C (OSR 2.1/2.5) bereitete insbesondere die USB-Unterstützung Probleme. Nutzer berichteten von Systemabstürzen bei Suspend/Resume-Vorgängen über externe USB-Hubs. Auch in Online-Foren wurden Schwierigkeiten mit USB-Geräten unter Windows 95 dokumentiert.

### Vergleich mit Konkurrenzsystemen
Im Vergleich zu Apples Mac OS wurde kritisiert, dass viele der in Windows 95 als neu beworbenen Funktionen, wie etwa das Kopieren von Dateien per Kopieren und Einfügen, auf dem Mac bereits seit Jahren Standard waren. Aus diesem Grund sahen einige Beobachter trotz massiver Medienpräsenz und Werbekampagnen keinen echten technologischen Neuanfang.